# Yanam
Yanam (telugu: యానాం, tàmil: யானம், sota domini francès Yanaon) és una ciutat i municipalitat de l'Índia al districte de Yanam del territori de Puducherry (Pondicherry). El seu territori té 30 km² i està enclavat al districte d'East Godavari a Andhra Pradesh. La seva població al cens del 1981 era de 4.266 habitants. El 1901 tenia 5.005 habitants. Inclou els pobles d'Adivipalem, Kanakalapeta, Mettakuru, i Kursammapeta.

## Història
Els francesos (la Compagnie Française des Indes Orientales) van establir una factoria a la població el 1723, segurament al lloc on els neerlandesos ja havien tingut un fort. Fou la tercera factoria francesa a l'Índia però com que no va donar resultat fou abandonada el 1727. El 1731 Dupleix la va tornar a ocupar i els francesos (Foquet, representant a Masulipatam) van obtenir una concessió de Haji Hassan Khan, nawab de Masulipatam. Una nova concessió comercial fou feta per nawab Rustum Khan el 1735, però la factoria no va començar realment a operar fins al 1742; fou administrada per De Choisis que va morir a la ciutat el 27 d'octubre de 1747 i el va succeir Sinfray. En aquest any Mir Ahmad Ali Khan, nawab d'Arcot, va concedir tots els drets sobre les terres a la rodalia de Yanaon. El desembre de 1753 Salabat Jang va cedir als francesos els Circars Septentrionals, que fou confirmada després per l'emperador.
Derrotat els francesos a Chandurthi el 1758 davant els britànics, Salabat Jang va cedir els Circars Septentrionals als vencedors. Des de 1760 els francesos van perdre virtualment tots els seus dominis als Circars Septentrionals. El 15 de maig de 1765 Yanaon i Kapulapalem (Capouloupalém) foren retornades als francesos amb exempció de drets de duana. Poc després l'emperador va confirmar la llibertat de comerç dels francesos. El firman imperial del 1765 l'emperador va ratificar la cessió dels Circars Septentrionals al britànics feta el 1758.
El 1778 els britànics van ocupar altre cop Yanaon però fou restaurada als francesos el 1785. El 1790 el govern local fou confiat a Pierre Sonnerat (1748 – 1814) i el 1793 els britànics van ocupar altre cop la ciutat i la van conservar fins al 1814 (Tractat de París) i de fet fins al 26 de setembre de 1816 quan van restaurar efectivament la ciutat a França junt amb la factoria de Machilipatnam. En aquest període només breument del 1802 al 1803 va retornar als francesos.
El 1839 fou assolada per un huracà acompanyat d'inundacions. El 1840 es va crear el govern local (Ordonnance Royale de 23 de juliol de 1840). El 1871 l'Índia Francesa va poder enviar un diputat a l'assemblea i el 1872 per decret es van crear els consellers locals. El 1878 l'Índia Francesa va obtenir el dret a un senador. El 1946 els Establiments Francesos a l'Índia van ser declarats territori d'Ultramar de França i Yanaon va enviar dos diputats a l'assemblea representativa. A les eleccions de 1948, amb 12 escons en joc, els socialistes (profrancesos) van obtenir 3 diputats, i els independents (bona part profrancesos) 9 diputats. No obstant l'alcalde era partidari de la unió a l'Índia i va proclamar el decret d'unió el 18 de març de 1954 i després es va refugiar a l'Índia amb 200 partidaris i poc després, el 13 de juny de 1954, la policia índia acompanyada dels elements unionistes van entrar al territori i va ocupar els punts claus i va prendre el poder establint un govern provisional sota bandera de l'Índia. L'1 de novembre de 1954 França va acceptar la situació de fet i va fer la transferència efectiva dels establiments de Pondicherry, Karikal, Mahé i Yanaon. El tractat oficial de cessió es va signar el 28 de maig de 1956 amb certes garanties pels habitants, conservació de la nacionalitat francesa, i garanties per la llengua francesa, i el maig de 1962 el tractat fou ratificat pel parlament francès; el 16 d'agost de 1962 els dos països van intercanviar els instruments de ratificació i l'1 de juliol de 1963 el territori fou incorporat formalment al territori de Pondicherry.